# Dürer-Pirckheimer-Brunnen

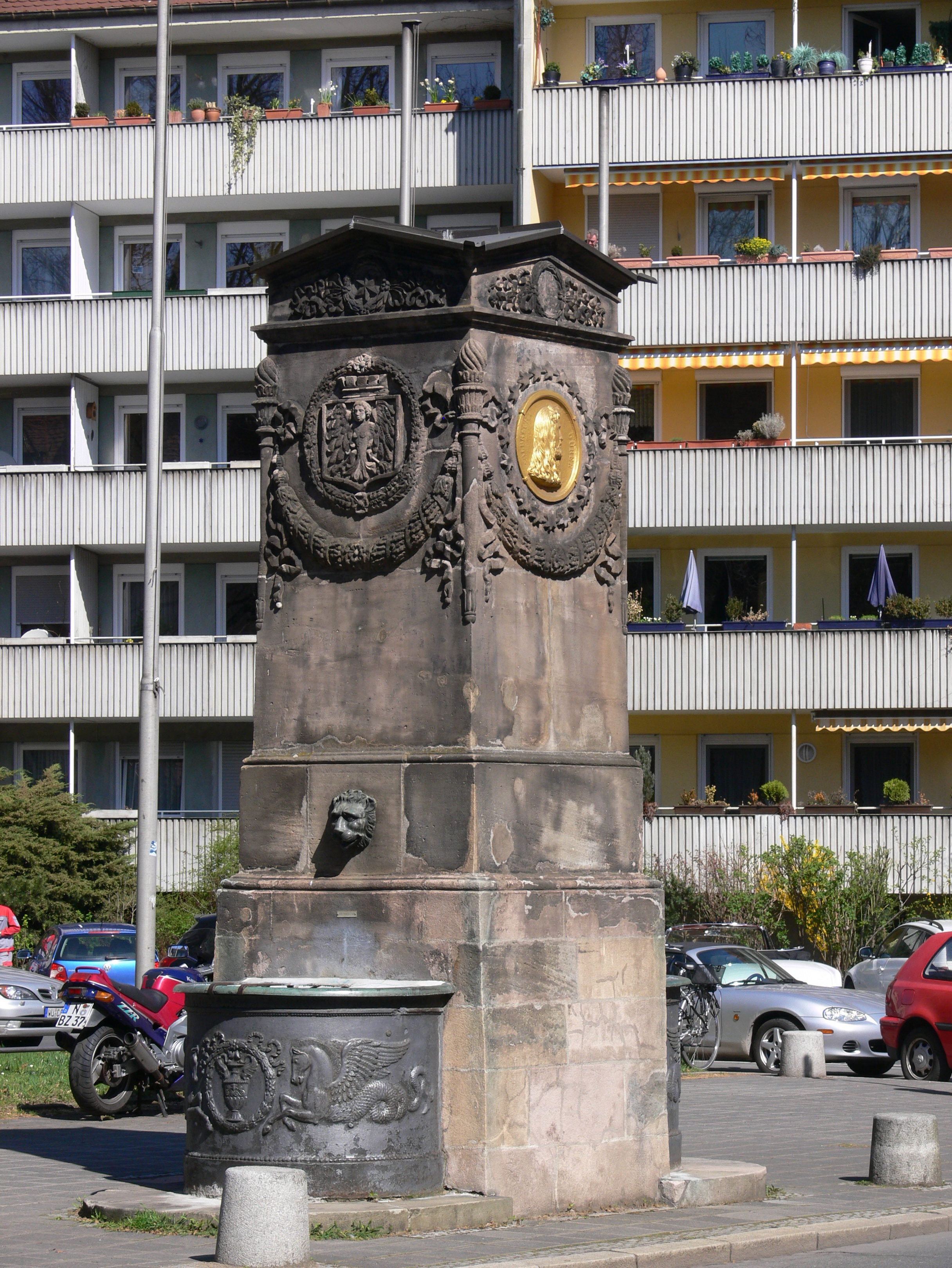
Dürer-Pirckheimer-Brunnen von Südosten, 2010

Der Dürer-Pirckheimer-Brunnen (gelegentlich auch unrichtig nur als Albrecht-Dürer-Brunnen bezeichnet) ist ein klassizistischer Architekturbrunnen in Nürnberg. Das 1821 nach einem Entwurf von Carl Alexander von Heideloff geschaffene Werk ist zwei wichtigen Geistesgrößen der alten Reichsstadt Nürnberg gewidmet, dem Maler und Universalgelehrten Albrecht Dürer und dem Humanisten Willibald Pirckheimer.

## Geschichte

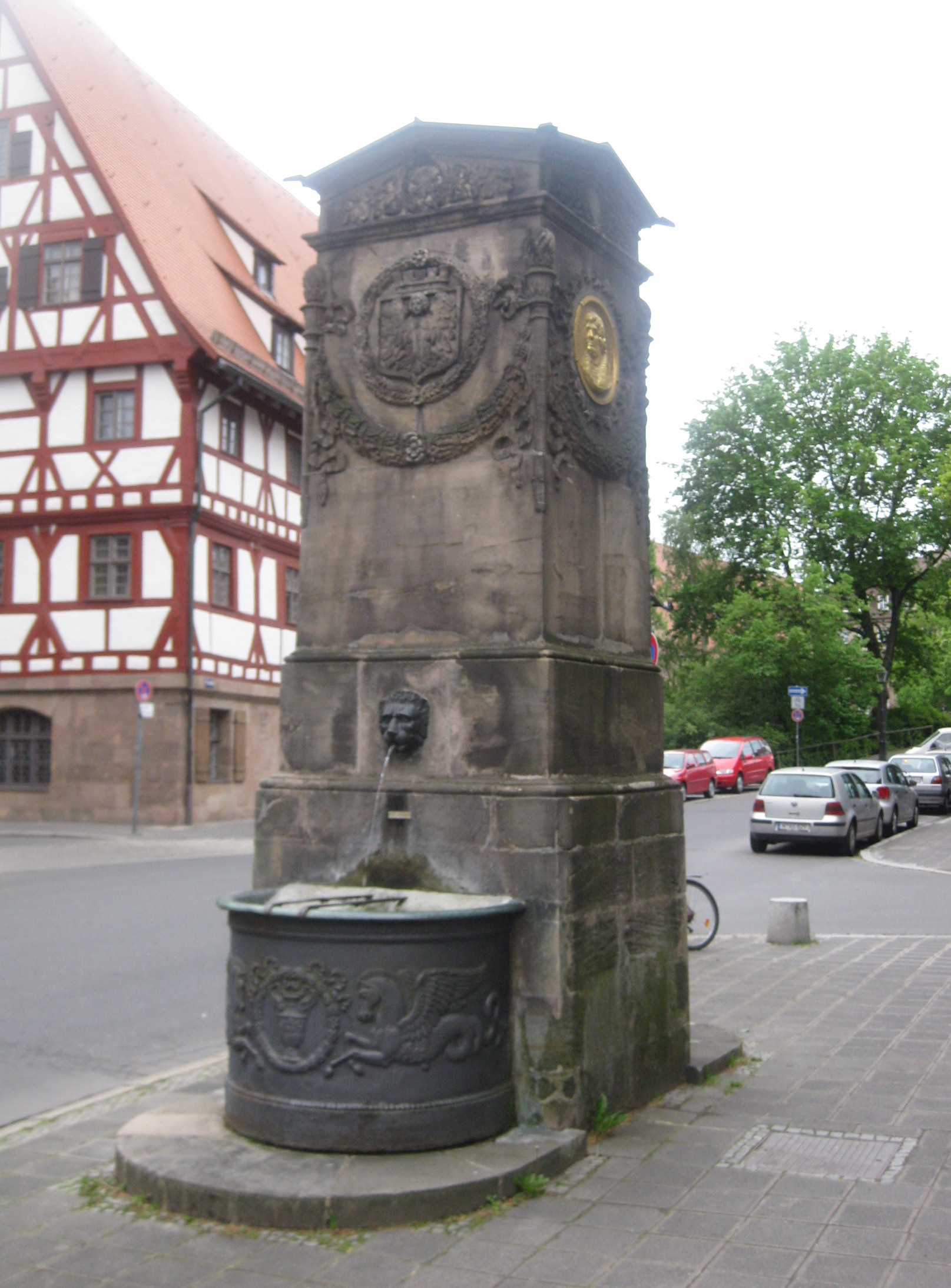
Dürer-Pirckheimer-Brunnen von Nordwesten, 2011

Gut zehn Jahre nach der romantisch-klassizistischen Umgestaltung des barocken Maxplatzes (vormals „Neuerbaw“, Neuer Bau) – der langgezogene Straßenplatz wurde mit zwei Baumreihen bepflanzt – wurde 1821 der Brunnen von dem Steinmetzmeister Georg Cappeller nach den Plänen von Carl Alexander von Heideloff in streng klassizistischen Formen errichtet. Der Brunnen ist eine der wenigen bekannten klassizistischen Arbeiten Heideloffs, der ansonsten dem romantisierenden Stil der Neugotik verhaftet war.
Er wurde anstelle eines der verschollenen Nebenbrunnen des Tritonbrunnens als Akzent am östlichen Platzende und als sichtbare Marke zur Maxbrücke gesetzt. Die Platzmitte wurde seit 1687 von dem barocken Tritonbrunnen beherrscht. Ein ursprünglich am Westende des Platzes im Sinne der Längssymmetrie vorgesehenes Pendant zum Dürer-Pirckheimer-Brunnen kam nicht mehr zur Aufstellung.

## Politisch-zeitgeschichtlicher Hintergrund
Der Umstand, dass beide gewürdigte Personen dem Protestantismus nahe standen und humanistisch geprägte Freidenker waren und dass sich die Formsprache des Denkmals sehr an der preußischen Staatsarchitektur Schinkels orientiert, kann als symbolisch für die innere Distanz zum katholisch geprägten Königreich Bayern  bewertet werden. Zum Aufstellungszeitpunkt hatte Nürnberg, dessen Bürger sich in dem nachnapoleonischen Bayern mehrheitlich fremd fühlten, erst seit fünfzehn Jahren seine Reichsunmittelbarkeit und Landeshoheit verloren und war einfache Provinzstadt geworden. Der Brunnen sollte bewusst an die einstige Bedeutung der ehemals Freien Reichsstadt als europäisches Zentrum des Humanismus erinnern und muss vor diesem Hintergrund als Ausdruck des Selbstbewusstseins der aufgeklärten Bürgerschaft verstanden werden.

## Beschreibung

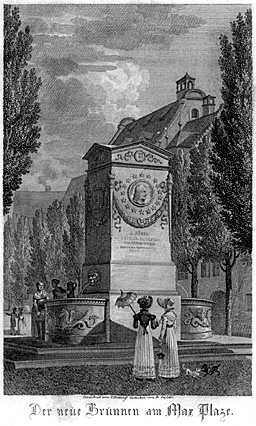
Ein Stich des Brunnens aus dem 19. Jahrhundert

### Brunnenarchitektur und Medaillons
Der Brunnen ist aus Sandstein gefertigt und hat die Grundform eines gedrungenen Obelisken. Seitlich daneben – südlich und östlich – sind auf einem Stufensockel aus Sandstein zwei halbrunde Metallbecken. Über den Becken sind am Obelisken zwei metallene Löwenmasken als Wasserspeier angebracht.
Der Obelisk trägt zwei von Girlanden gezierte vergoldete Medaillons. Das zum Platzinneren gewandte westliche Medaillon zeigt das Bildnis des Humanisten Willibald Pirckheimer; das zur Karlstraße hin gewandte östliche Medaillon zeigt Albrecht Dürer. Die Nord- und Südseite des Obelisken zeigen in Höhe der Medaillons jeweils das in Sandstein gehauene Große Nürnberger Stadtwappen mit dem Jungfrauenadler.

### Heutiger Zustand
Der Brunnen ist weitestgehend original erhalten und bei natürlicher Patina der Sandsteinbereiche in gutem Zustand. Die Medaillons wurden neu vergoldet.